# Kanton Troyes-6
Der Kanton Troyes-6 war bis 2015 ein französischer Wahlkreis im Département Aube und in der Region Champagne-Ardenne. Er umfasste drei Gemeinden und einem Teil der Stadt Troyes im Arrondissement Troyes; sein Hauptort (frz.: chef-lieu) war Troyes. Die landesweiten Änderungen in der Zusammensetzung der Kantone brachten im März 2015 seine Auflösung.

## Gemeinden
| Gemeinde                | Einwohner Jahr | Fläche km² | Bevölkerungsdichte | Code INSEE | Postleitzahl |
| ----------------------- | -------------- | ---------- | ------------------ | ---------- | ------------ |
| Laines-aux-Bois         | 510 (2013)     | 16,43      | 31 Einw./km²       | 10186      | 10120        |
| Saint-André-les-Vergers | 11.770 (2013)  | 5,86       | 2009 Einw./km²     | 10333      | 10120        |
| Saint-Germain           | 2.284 (2013)   | 13,8       | 166 Einw./km²      | 10340      | 10120        |
| Troyes                  | 59.671 (2013)  | –          | – Einw./km²        | 10387      | 10000        |

## Bevölkerungsentwicklung
| 1990 | 1999   | 2006   | 2011   |
| ---- | ------ | ------ | ------ |
| 9345 | 10.034 | 18.862 | 19.997 |